# Commissione Industria, commercio, turismo del Senato della Repubblica
La Commissione permanente 10ª Industria, commercio, turismo del Senato della Repubblica è stato un organo del Senato della Repubblica italiana. A partire dalla XIX legislatura è stata accorpata alla commissione 9ª Agricoltura e produzione agroalimentare per costituire la nuova commissione 9ª Industria, commercio, turismo, agricoltura e produzione agroalimentare.

## Funzione
Le competenze della Commissione riguardavano i settori dell'industria, del commercio e del turismo; in particolare, rientravano la politica industriale, la promozione dei sistemi produttivi in Italia e all'estero, l'incentivazione economica e l'assistenza alle imprese, anche con riferimento ai ritardati pagamenti alle imprese da parte della pubblica amministrazione, nonché le attività produttive, compresa la disciplina di cave e torbiere, e l'artigianato.
Inoltre, la Commissione si occupava della concorrenza e dei mercati, considerando che - per quanto riguarda le privatizzazioni - primaria è la competenza della Commissione nel cui ambito ricade l'attività dell'ente privatizzato, della tutela dei consumatori e degli utenti, dei prezzi e delle tariffe, dei brevetti, dei prodotti, dei marchi di qualità, garanzia e identificazione, della disciplina della etichettatura e degli imballaggi e della metrologia; la Commissione trattava anche i temi delle assicurazioni private, delle mutue assicuratrici e degli intermediari, della politica spaziale e aerospaziale, della navigazione satellitare, del commercio con l'estero (nonostante spettasse alla 3ª Commissione la trattazione dei temi di politica estera connessi con il commercio internazionale), del commercio equo e solidale, dell'industria turistica e delle attività a carattere turistico-ricreativo.
Infine erano di competenza della 10ª Commissione i temi dell'energia, come la politica energetica e le infrastrutture energetiche, l'elettricità, gli impianti elettrici, gli idrocarburi, l'energia nucleare e le fonti rinnovabili, in accordo con la 13ª Commissione sulla disciplina delle fonti energetiche che impattano sull'ambiente e sul territorio e con riguardo alle fonti rinnovabili e alla geotermia, e le nomine e le questioni attinenti all'Autorità di regolazione per energia reti e ambiente, all'Agenzia nazionale per le nuove tecnologie, l'energia e lo sviluppo economico sostenibile, all'Agenzia nazionale italiana del turismo e all'Ispettorato nazionale per la sicurezza nucleare e la radioprotezione.

## Composizione
La Commissione era composta da circa 25 senatori (di cui due segretari, due vicepresidenti e un presidente) scelti in modo omogeneo tra i componenti del Senato della Repubblica, in modo da rispecchiarne le forze politiche presenti. Essi sono scelti dai gruppi parlamentari (e non dal Presidente, come invece accade per l'organismo della Giunta parlamentare): per la nomina dei membri ciascun Gruppo, entro cinque giorni dalla propria costituzione, procedeva, dandone comunicazione alla Presidenza del Senato, alla designazione dei propri rappresentanti nelle singole Commissioni permanenti.
Ogni senatore chiamato a far parte del governo o eletto presidente della Commissione era, per la durata della carica, sostituito dal suo gruppo nella Commissione con un altro senatore, che continuava ad appartenere anche alla Commissione di provenienza. Tranne in rari casi nessun Senatore poteva essere assegnato a più di una Commissione permanente. Le Commissioni permanenti erano rinnovate dopo il primo biennio della legislatura ed i loro componenti potevano essere confermati, ma i gruppi parlamentari potevano cambiare i propri membri autonomamente in qualsiasi momento, sostituendoli, aggiungendoli o rimuovendoli, modificando di conseguenza anche il numero totale dei componenti della Commissione..

## Presidenti
| N°                                                 | Presidente     | Presidente     | Presidente                            | Gruppo parlamentare                                                                      | Mandato           | Mandato           | Legislatura  |
| N°                                                 | Presidente     | Presidente     | Presidente                            | Gruppo parlamentare                                                                      | Inizio            | Fine              | Legislatura  |
| -------------------------------------------------- | -------------- | -------------- | ------------------------------------- | ---------------------------------------------------------------------------------------- | ----------------- | ----------------- | ------------ |
| 9ª Industria, Commercio interno ed estero, Turismo |                |                |                                       |                                                                                          |                   |                   |              |
| 1                                                  |                |                | Giovanni Battista Bertone (1874–1969) | Democratico Cristiano                                                                    | 17 giugno 1948    | 31 marzo 1949     | I (1948)     |
| 2                                                  |                |                | Piero Mentasti (1897–1958)            | Democratico Cristiano                                                                    | 28 aprile 1949    | 23 ottobre 1951   | I (1948)     |
| 3                                                  |                |                | Mario Longoni (1883–1959)             | Democratico Cristiano                                                                    | 25 ottobre 1951   | 24 giugno 1953    | I (1948)     |
| 3                                                  | 28 luglio 1953 | 11 giugno 1958 | Mario Longoni (1883–1959)             | Democratico Cristiano                                                                    | II (1953)         |                   |              |
| 4                                                  |                |                | Silvio Gava (1901–1999)               | Democratico Cristiano                                                                    | 10 luglio 1958    | 12 dicembre 1960  | III (1958)   |
| 5                                                  |                |                | Antonio Bussi (1903–1989)             | Democratico Cristiano                                                                    | 25 gennaio 1961   | 15 maggio 1963    | III (1958)   |
| 5                                                  | 5 luglio 1963  | 4 giugno 1968  | Antonio Bussi (1903–1989)             | Democratico Cristiano                                                                    | IV (1963)         |                   |              |
| 6                                                  |                |                | Giovanni Pieraccini (1918–2017)       | Partito Socialista Italiano                                                              | 18 luglio 1968    | 21 febbraio 1969  | V (1968)     |
| 7                                                  |                |                | Attilio Zannier (1921–1973)           | Partito Socialista Italiano (1969) Partito Socialista Unitario (1969-1970)               | 26 febbraio 1969  | 6 agosto 1970     | V (1968)     |
| 8                                                  |                |                | Arialdo Banfi (1913–1997)             | Partito Socialista Italiano                                                              | 29 ottobre 1970   | 30 settembre 1971 | V (1968)     |
| 10ª Industria, commercio, turismo                  |                |                |                                       |                                                                                          |                   |                   |              |
| -                                                  |                |                | Arialdo Banfi (1913–1997)             | Partito Socialista Italiano                                                              | 1º ottobre 1971   | 24 maggio 1972    | V (1968)     |
| 9                                                  |                |                | Camillo Ripamonti (1919–1997)         | Democratico Cristiano                                                                    | 11 luglio 1972    | 5 luglio 1973     | VI (1972)    |
| 10                                                 |                |                | Giuseppe Tortora (1921–1977)          | Partito Socialista Italiano                                                              | 26 settembre 1973 | 10 luglio 1974    | VI (1972)    |
| 11                                                 |                |                | Edoardo Catellani (1922–2018)         | Partito Socialista Italiano                                                              | 11 luglio 1974    | 4 luglio 1976     | VI (1972)    |
| 12                                                 |                |                | Danilo De' Cocci (1916–2006)          | Democratico Cristiano                                                                    | 27 luglio 1976    | 19 giugno 1979    | VII (1976)   |
| 13                                                 |                |                | Libero Gualtieri (1923–1999)          | Repubblicano                                                                             | 11 luglio 1979    | 11 luglio 1983    | VIII (1979)  |
| 14                                                 |                |                | Francesco Rebecchini (1927–1988)      | Democrazia Cristiana                                                                     | 11 agosto 1983    | 1º luglio 1987    | IX (1983)    |
| 15                                                 |                |                | Roberto Cassola (1941–2011)           | Partito Socialista Italiano                                                              | 5 agosto 1987     | 11 giugno 1991    | X (1987)     |
| 16                                                 |                |                | Luigi Franza (1939–2020)              | Partito Socialista Italiano                                                              | 11 giugno 1991    | 22 aprile 1992    | X (1987)     |
| 17                                                 |                |                | Vincenzo De Cosmo (1942–2016)         | Partito Popolare Italiano - Democrazia Cristiana                                         | 17 giugno 1992    | 14 aprile 1994    | XI (1992)    |
| 18                                                 |                |                | Umberto Carpi (1941–2013)             | Rifondazione Comunista - Progressisti (1994-1995) Progressisti - Fededrativo (1995-1996) | 1º giugno 1994    | 8 maggio 1996     | XII (1994)   |
| 19                                                 |                |                | Leonardo Caponi (1949–)               | Comunista (1996-1999) Misto (1999) Misto-Comunista (1999-2001)                           | 5 giugno 1996     | 29 maggio 2001    | XIII (1996)  |
| 20                                                 |                |                | Francesco Pontone (1927–2019)         | Alleanza Nazionale                                                                       | 26 giugno 2001    | 27 aprile 2006    | XIV (2001)   |
| 21                                                 |                |                | Aldo Scarabosio (1940–)               | Forza Italia                                                                             | 6 giugno 2006     | 28 aprile 2008    | XV (2006)    |
| 22                                                 |                |                | Cesare Cursi (1942–)                  | Il Popolo della Libertà                                                                  | 22 maggio 2008    | 14 marzo 2013     | XVI (2008)   |
| 23                                                 |                |                | Massimo Mucchetti (1953–)             | Partito Democratico                                                                      | 7 maggio 2013     | 22 marzo 2018     | XVII (2013)  |
| 24                                                 |                |                | Gianni Pietro Girotto (1967–)         | Movimento 5 Stelle                                                                       | 21 giugno 2018    | 12 ottobre 2022   | XVIII (2018) |

## Procedure
La Commissione veniva convocata per la prima volta dal presidente del Senato per procedere alla propria costituzione. L'Ufficio di Presidenza della Commissione, integrato dai rappresentanti dei gruppi, predisponeva il programma e il calendario dei lavori, che erano stabiliti in modo da assicurare l'esame in via prioritaria dei disegni di legge e degli altri argomenti compresi nel programma e nel calendario dell'Assemblea. Quando la discussione di un determinato argomento, anche non compreso nel programma, fosse stata richiesta da almeno un quinto dei componenti della Commissione, l'inserimento nell'ordine del giorno in tempi brevi era rimesso all'Ufficio di Presidenza della Commissione stessa. Al termine di ciascuna seduta, di norma, il presidente della Commissione annunciava la data, l'ora e l'ordine del giorno della seduta successiva e veniva di conseguenza stampato e pubblicato l'ordine del giorno.